# Iniciativa Internacionalista - A Solidariedade entre os Povos
Iniciativa Internacionalista - A solidariedade entre os povos (II) é uma organização política criada com o fim de apresentar sua candidatura às eleições ao Parlamento Europeu de 2009 pela circunscrição de Espanha.
Dita candidatura é uma coalizão de Izquierda Castellana e Comuner@s , que se autodefine como uma união de forças soberanistas e independentistas de esquerdas, as forças políticas da esquerda estatal respetuosas com os direitos nacionais dos diversos povos oprimidos pelo Estado espanhol, bem como de importantes movimentos sociais e sindicais.
Iniciativa Internacionalista viu-se inmersa em um processo judicial a conta de seu possível ilegalización pela aplicação da Lei de Partidos devido a sua suposta vinculación a listas previamente ilegalizadas, que fariam parte do entramado da organização terrorista ETA. Em um princípio o Tribunal Supremo anulou o 16 de maio a candidatura, estimando as acusações da Promotoria Geral e a Abogacía do Estado no sentido descrito. No entanto, o Tribunal Constitucional concedeu o amparo solicitado pela candidatura, pelo esta poderá coincidir às próximas eleições ao Parlamento Europeu.